# Jelena Janković
Jelena Janković Јелена Јанковић (født 28. februar 1985 i Beograd i Serbien) er en professionel kvindelig tennisspiller. På trods af at hun tidligere har rangeret som nr. 1 på verdensranglisten i single er det endnu ikke lykkedes hende at vinde en Grand Slam-turnering. Hendes hidtil bedste Grand Slam-resultat i single er en finaleplads ved US Open 2008. I 2007 vandt Jelena Jankovic finalen i mixed double ved grand slam turneringen Wimbledon sammen med Jamie Murray.

## Grand Slam-titler – double
- Wimbledon:
  - Mixed double – 2007 (sammen med Jamie Murray)

## Grand Slam-resultater – single
| Turnering       | 2003 | 2004 | 2005 | 2006 | 2007 | 2008 | 2009 | 2010 | 2011 |
| Australian Open | 2    | 2    | 2    | 2    | 4    | SF   | 4    | 3    | 2    |
| French Open     | -    | 1    | 1    | 3    | SF   | SF   | 4    | SF   |      |
| Wimbledon       | -    | 1    | 3    | 4    | 4    | 4    | 3    | 4    |      |
| US Open         | -    | 2    | 3    | SF   | KF   | F    | 2    | 2    |      |

Tegnforklaring:
- – = Ikke deltaget
- 1 = Slået ud i 1. runde
- 2 = Slået ud i 2. runde
- 3 = Slået ud i 3. runde
- 4 = Slået ud i 4. runde
- KF = Slået ud i kvartfinalen
- SF = Slået ud i semifinalen
- F = Slået ud i finalen
- V = Vinder